# Hanazakari no Kimitachi E
Hanazakari no kimitachi e (花ざかりの君たちへ?  lit. Floreciendo para ti) o también conocido como Hana-Kimi, es una serie manga shōjo de la mangaka Hisaya Nakajo. El manga fue serializado en la revista Hana to Yume, de la editorial Hakusensha. Se ha anunciado una adaptación al anime.

## Argumento
La historia trata de Mizuki Ashiya, una chica de familia japonesa que vive en Estados Unidos.
Ella es fan de Izumi Sano, un joven japonés y una estrella atlética del salto de altura. Sano sufre un accidente el cual obliga a Sano a dejar el salto de altura, accidente ocurrido por una vieja amiga de la infancia de Sano, ella no se percató de que un automóvil estaba a punto de atropellarla así que Sano va a salvarla y sufre ese terrible accidente. 
La serie comienza cuando Mizuki decide viajar a Japón para convencer a Sano de que vuelva a saltar, el gran inconveniente es que Sano estudia en la escuela Osaka Gakuhen, un instituto sólo para varones. La única forma de que Mizuki ingrese a esta escuela, es haciéndose pasar por chico y viviendo entre ellos para poder llegar hasta su ídolo y hacerlo desistir de dejar el deporte que el ama. Al llegar Mizuki tiene decidir entre los 3 dormitorios, eligiendo el de los atletas y casualmente se convierte en compañera de dormitorio de Sano.

### Osaka Gakuhen
Una de las mejores escuelas de Japón reconocida por sus bellos y excelentes atletas, atrayendo a millones de fanáticas. 
En la escuela existen tres dormitorios en los cuales viven sus estudiantes. Cada dormitorio tiene un líder que responde por el comportamiento del resto, además cada cierto tiempo se llevan a cabo competiciones para reanimar el sentimiento competitivo de los estudiantes. En estas competiciones, el dormitorio ganador se lleva un premio que puede ser desde recibir postre durante todo un mes, hasta un televisor.

## Personajes
Mizuki Ashiya (芦屋 瑞稀, Ashiya Mizuki?): Una niña sobreprotegida por sus padres. Ella encuentra felicidad y determinación al ver a Izumi Sano saltar en competiciones. Por eso, cuando él decide retirarse, ella cree que puede convencerlo de retomar el deporte y toma la decisión de abandonar su hogar en Estados Unidos y viajar hasta Japón para hacer que Sano revalore su decisión. Aunque su físico no lo aparenta, es bastante atlética. Incluso es capaz de superar el tiempo de Shuichi Nakatsu, considerado el más rápido de todo el Osaka Gakuhen.
De estatura baja y bastante delgada, se corta su cabello y se coloca un protector en su pecho para que no descubran su identidad femenina.
Muchas veces puede ser entrometida haciendo que Sano se enfurezca, pero ella está decidida en que su ídolo vuelva a practicar el salto alto para verlo feliz. En una ocasión ella mencionó que estaba tan decidida que no le importaba si él la terminaba odiando.
Al pasar el tiempo logra tener una buena amistad con Sano, y ella desarrolla sentimientos de amor por el, pero al estar encubierta como un chico no puede arriesgarse al ser descubierta.
Izumi Sano (佐野 泉, Sano Izumi?) : Es el campeón y estrella de la escuela. Primogénito del mejor competidor olímpico de salto de altura, su padre le entrenó para ser el mejor, Sano le describe como un hombre bastante exigente y sin sentimientos. El comportamiento de su padre es una de las razones por las cuales deja el salto de altura, sin embargo, se siente bastante desilusionado porque para apartarse de su padre, debe dejar su deporte favorito.
Es bastante callado, rara vez socializa y siempre está apartado leyendo. Hace mucho nadie lo ve sonriendo y se le ve muy deprimido todo el tiempo.
En la escuela es el único que puede interactuar con Yuujiro un perro que vive en el dormitorio 2, es por esta razón que se encarga de pasear al perro y velar por él.
No puede tomar o comer nada que contenga licor porque con solo olerlo se emborracha y empieza a sonreír y a besar a todo el mundo, ganándose el título de "el pez besador", en una ocasión por accidente bebe de un vaso de licor el cual parecía de agua, accidentalmente besa a Mizuki, robándole su primer beso.
Es el primero en darse cuenta de que Mizuki es una mujer, así que decide que debe de cuidar de ella pero sin advertirle de que el sabe cual es su verdadero sexo. 
Sano a lo largo del tiempo que pasa con Mizuki se enamora de ella y se le confiesa diciendo que a él no le importa lo que sea que Mizuki sea (refiriéndose a que ella es una mujer).
Shuichi Nakatsu (中津 秀一, Nakatsu Shūichi?): Es el líder del grupo de fútbol y era el estudiante con el mejor récord de velocidad (hasta que llegó Mizuki). Es bastante alegre y enérgico, se las lleva bien con todos, y muchas veces entra en discusión con Sano por ser tan callado. Se hace muy buen amigo de Mizuki y le ayuda a tratar de convencer a Sano para que vuelva a practicar salto alto porque él también quiere verlo saltar de nuevo.
El pobre siente una gran confusión dentro de si, pues se da cuenta de que gusta de Mizuki sin saber que es mujer. Se presentan muchas escenas graciosas y vergonzosas en las cuales siempre repite: "No soy gay", "me gustan las mujeres". Shuichi es un personaje que en ocasiones se le encuentra Hablando solo y haciendo muecas con la boca y las manos. El no se da cuenta sino hasta casi los últimos capítulos del manga de que ella es una mujer, pero demasiado tarde para que él pudiera confesarle su amor, ya que Sano y Mizuki ya mantienen una relación.  
Dormitorio 1°:
Ishigaki Yuma es Tennoji Megumi (Líder del dormitorio)
Takahashi Mitsuomi es Daikokucho Mitsuomi
Takeda Kohei es Kitahanada Kohei
Suzuki Ryohei es Akashi Soichiro
Sato Yuuichi es Tetsukayama Shota
Hayakawa Ryo es Gotenyama Sakyo
Matsushita Koji es Shojaku Ren
Nishiyama Sosuke es Shichido Soma
Hagiwara Tatsuya (萩原達也) es Ishikiri Hiroto
Dormitorio 2°:
Mizushima Hiro es Nanba Minami (Líder del dormitorio)
Kimura Ryo es Senri Nakao
Okada Masaki es Sekime Kyogo
Yamamoto Yusuke es Kayashima Taiki
Igarashi Shunji es Noe Shinji
Mizobata Junpei es Saga Kazuma
Sakimoto Hiromi es Kyobashi Arata
Chiyo Shota es Yodoyabashi Taichi
Tajima Ryo es Arashiyama Jyo
Shimegi Enoku es Tannowa Kyoichi
Okada Hikaru es Takaida Riku
Ikeda Jun es Kamishinjo Itsuki
Shibasaki Keisuke (柴崎佳佑) es Minase Manato
Dormitorio 3:
Kyo Nobuo es Himejima Masao (Oscar M. Himejima, Líder del dormitorio)
Kato Keisuke es Yao Hikaru
Watanabe Toshihiko (渡辺俊彦) es Imamiya Sho
Takahashi Yuta (高橋優太) es Shijo Haruki
Matsuda Shoichi es Kuzuha Junnosuke
Miyata Naoki es Saiin Tsukasa
Furuhara Yasuhisa es Ogimachi Taiyo
Ojima Naoya es Kaizuka Kohei
Suzuki Kota (鈴木康太) es Uenoshiba Kanata
Nakada Yuya es Katabiranotsuji Ken
Kawakami Yu es Korien Genji
St. Blossom's Academy:
Iwasa Mayuko es Hanayashiki Hibari
Matsuda Madoka es Kishizato Juri
Kiritani Mirei es Amagasaki Kanna
Kurose Manami es Imaike Komari
Taira Airi es Abeno Erika

## Anime
El 15 de mayo de 2024 se anunció una adaptación al anime de Hana-Kimi. Crunchyroll obtuvo la licencia de la serie fuera de Asia.